# Erina Matsui
Erina Matsui (Prefectura d'Okayama, 8 de gener de 1984) és una artista contemporània japonesa.

## Biografia
El 2004 va participar en el festival Geisai de Tòquio, una gran mostra d'artistes molt joves que organitza Takashi Murakami, en què va guanyar la medalla d'or. Entre els membres del jurat estava Hervé Chandès, Director de la Fondation Cartier, qui la va convidar a participar en una exposició col·lectiva a París, durant l'estiu de 2005, en què va presentar dues teles de gran format, que es van incorporar després al fons de la col·lecció d'aquesta prestigiosa fundació parisenca. Els esdeveniments es van anar encadenant, des d'aquest moment, amb gran rapidesa per una jove artista, les obres sedueixen i intriguen al públic.
El 2007 va presentar a la Fundació Joan Miró de Barcelona: ¿Kawaii? O la infància de l'art. 23/11/2007 - 13/01/2008 Aquesta mostra va formar part del cicle Kawaii! El Japó ara, comissariat per Hélène Kelmachter i dedicat a artistes japonesos emergents.

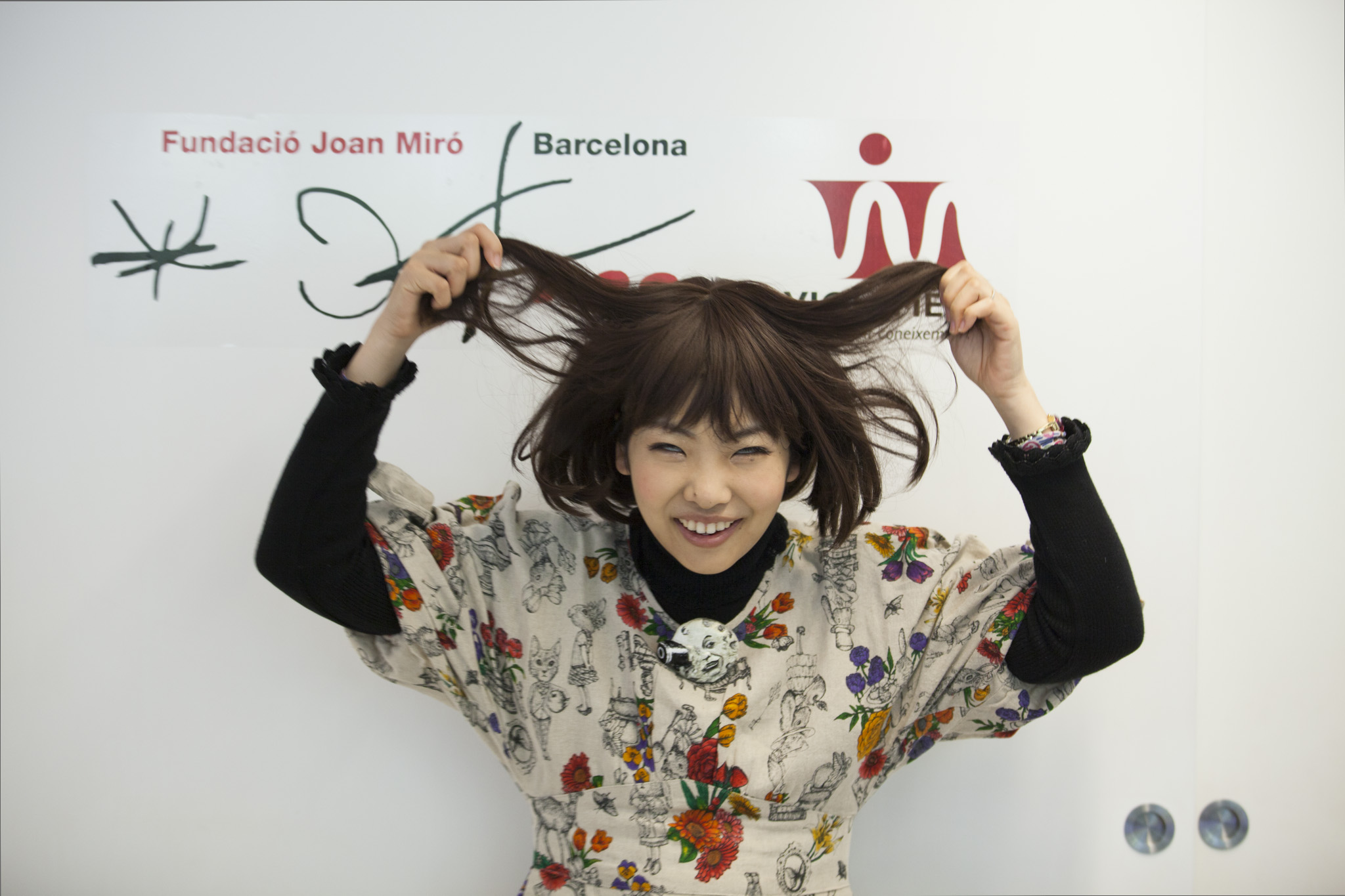
Visita d'Erina Matsui a la Viquimarató 35 anys, 35 hores Espai 10 i Espai 13

Va estudiar a la Universitat d'Arts Tamada de Tòquio, la universitat japonesa més destacada en arts plàstiques. Té obra a diverses col·leccions privades destacades. L'exposició a l'Espai 13 de la Fundació Joan Miró va ser la seva primera exposició individual fora del Japó, duta a terme gràcies a la col·laboració de la Galeria Yamamoto Gendai del Japó.
El seu treball artístic —fonamentalment pintura a l'oli— se centra en els autoretrats, que Matsui entén com una tècnica que li serveix per trobar emocions que li havien passat desapercebudes fins aquell moment. Matsui considera la pintura com un mitjà de comunicació, una eina per transmetre missatges que desvetllin emocions latents del públic. La seva obra també es caracteritza per la presència habitual d'elements propis del microcosmos de l'artista i de la cultura japonesa actual, marcada pel kawaii.

## Exposicions destacades
Selecció d'exposicions individuals:
- 2013: Road Sweet Road, künstlerhaus bethanien, Berlín
- 2012: Sunrise Erina, Museu Ohara, Okayama
- 2012: Wabi-Sabi-Utopia, Yamamoto Gendai, Tòquio
- 2010: One-Touch-Time.Machi--ne!, Yamamoto Gendai, Tòquio
- 2008: Kawaii!, Fundació Joan Miró, Barcelona
- 2007: My Cosmo, Yamamoto Gendai, Tòquio